# Финляндия на «Евровидении-1998»
Финляндия участвовала в сорок третьем выпуске телевизионного конкурса Евровидение-1998, который состоялся 9 мая 1998 года в Бирмингеме, Великобритания. Страна вернулась после годового перерыва, вызванного введённым Европейским вещательным союзом для выпуска 1997 года правилом о допуске стран с наивысшим средним баллом за последние четыре конкурса. Финляндию в Бирмингеме представляла нью-эйдж группа Edea с композицией Aava, написанной Алекси Ахониеми и Томми Мансиккой-Ахо. По итогам голосования Aava набрала 22 очка и заняла 15-е место из 25. Этот результат привёл к вылету Финляндии из конкурса Евровидение-1999 и понижению её до «пассивного участника». Таким образом, Aava стала предшественницей финской заявки на Евровидение-2000 A Little Bit в исполнении Нины Острём. Евровидение-1998 было показано на канале Yle TV1 с комментариями от Марии Гузениной и Сами Аалтонена. Глашатаем был Марьо Вилска.

## До «Евровидения»

### Euroviisut 1998
Начиная с самого первого участия Финляндии на Евровидение в 1961 году, финский вещатель Yleisradio (Yle) организовывал национальные отборы для выбора артиста и песни. В 1998 году данный способ отбора был продолжен. Национальный финал под названием Euroviisut состоялся 14 февраля 1998 года в студии 2 Yleisradio в Хельсинки. Его ведущими были Ольга К и Сами Аалтонен. Финал был показан на канале Yle TV1. Девять исполнителей приняло участие, где семеро из них исполняли заявки от приглашённых вещателем композиторов, а две заявки прошли через экспертную комиссию внутри телекомпании. Победитель был определён путём подсчёта комбинации голосов от экспертного жюри, телезрителей и представителей финского и международных клубов ОГАЕ. Всего было зарегистрировано 16708 голосов от телезрителей. Победу одержала группа Edea с песней Aava, набрав 23 очка. Среди конкурсантов были певица Кайя Кяркинен, представлявшая Финляндию на Евровидение-1991 и Яри Силланпяя, который будет представлять Финляндию на Евровидение-2004. Seven of the competing entries came from the invited composers, while the remaining two entries came from the open submission.
| Порядок выступления | Исполнитель                | Название песни                  | Очки жюри | Очки ОГАЕ | Очки телезрителей | Итого | Место |
| ------------------- | -------------------------- | ------------------------------- | --------- | --------- | ----------------- | ----- | ----- |
| 1                   | Кайя Кяркинен и Иле Каллио | Maailman laitaan                | 5         | 4         | 2                 | 11    | 7     |
| 2                   | Елена Мади                 | Honeymoon                       | 3         | 3         | 3                 | 9     | 8     |
| 3                   | Nylon Beat                 | Umm ma ma                       | 2         | 10        | 7                 | 19    | 3     |
| 4                   | Самули Эдельманн и Сами    | Olen luonasi sun                | 8         | 2         | 4                 | 14    | 6     |
| 5                   | Сари Каасинен              | Mielessäni                      | 4         | 7         | 8                 | 19    | 3     |
| 6                   | Яри Силланпяя              | Valkeaa unelmaa                 | 6         | 5         | 10                | 21    | 2     |
| 7                   | Ultra Bra                  | Tyttöjen välisestä ystävyydestä | 7         | 6         | 6                 | 19    | 3     |
| 8                   | Лука                       | Tuun sun luo                    | 1         | 1         | 1                 | 3     | 9     |
| 9                   | Edea                       | Aava                            | 10        | 8         | 5                 | 23    | 1     |

## На «Евровидении»
Согласно правилам конкурса Евровидение-1998 к участию допускаются страна-победительница прошлого выпуска, 18 стран, имеющих высокий средний балл по итогам прошлых пяти конкурсов и те страны, которые не участвовали в предыдущем выпуске, но транслировали его. Поскольку Финляндия не принимала участие в Евровидение-1997, но транслировала его, то она была допущена к участию в 1998 году. Перед началом конкурса Би-би-си сообщила, что букмекеры поставили Финляндию на 17-е место вместе со Словакией. Группа Edea выступала под номером 21, между Бельгией и Норвегией. По итогам голосования они заняли 15-е место из 25, набрав 22 очка. Этот результат привёл к вылету Финляндии из конкурса Евровидение-1999 и понижению её до «пассивного участника». Страна вернулась в 2000 году. 12 очков финские телезрители присудили Эстонии. Дирижёром оркестра был Олли Ахвенлахти.

### Голосование
| Очки      | Страна                 |
| --------- | ---------------------- |
| 12 баллов |                        |
| 10 баллов | - Швеция - Эстония     |
| 8 баллов  |                        |
| 7 баллов  |                        |
| 6 баллов  |                        |
| 5 баллов  |                        |
| 4 балла   |                        |
| 3 балла   |                        |
| 2 балла   |                        |
| 1 балл    | - Македония - Норвегия |

| Очки      | Страна         |
| --------- | -------------- |
| 12 баллов | Эстония        |
| 10 баллов | Израиль        |
| 8 баллов  | Великобритания |
| 7 баллов  | Нидерланды     |
| 6 баллов  | Швеция         |
| 5 баллов  | Мальта         |
| 4 балла   | Словения       |
| 3 балла   | Хорватия       |
| 2 балла   | Норвегия       |
| 1 балл    | Германия       |